# قريضة (لحج)
قريضه هي إحدى قرى الجمهورية اليمنية. تتبع جغرافيا لمحافظة لحج و إداريًا لمديرية الحد. يبلغ تعداد سكانها 2401 نسمة حسب الإحصاء الذي أجري عام 2004.